# عمود الإنترنت الفقري

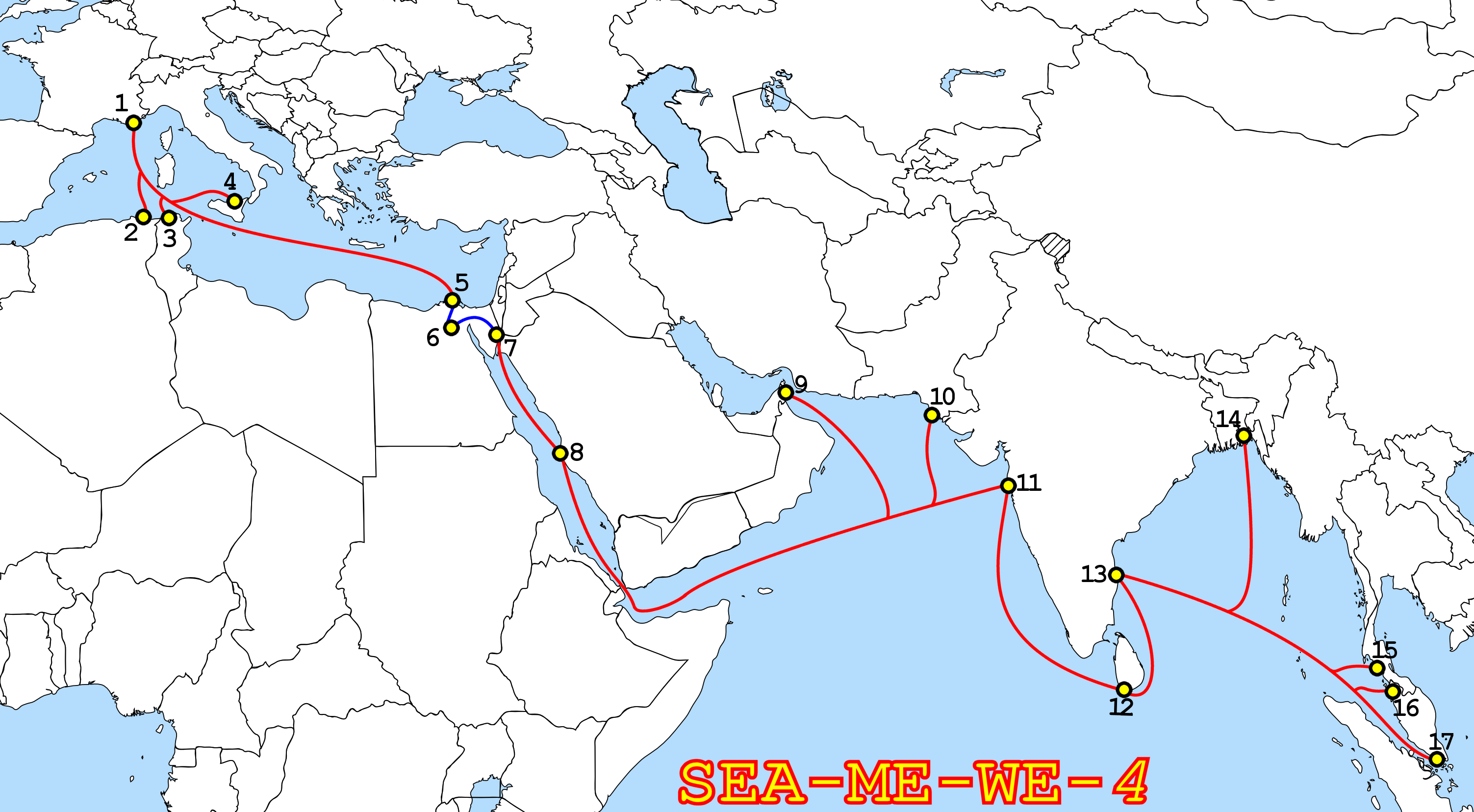
خارطة لما يبدو عليه العمود الفقري SEA ME WE 4 لشبكة الإنترنت العالمية

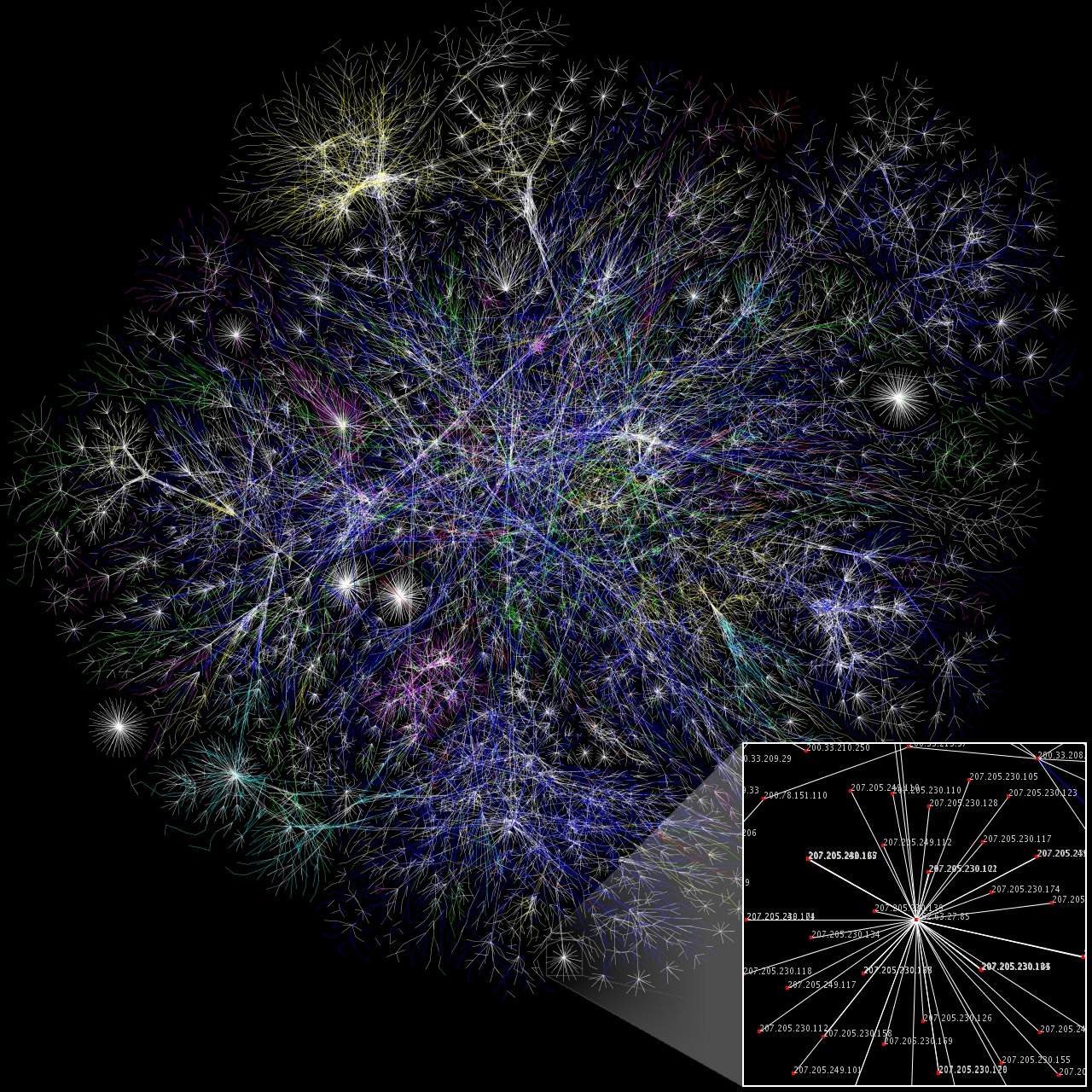
كل خط مرسوم بين نقطتين يمثل عنوانين الاي بي, وهذه صورة لما يبدو عليه العمود الفقري لشبكة الإنترنت العالمية

عمود الإنترنت الفقري (بالإنجليزية: Internet Backbone)‏ هو الجزء الرئيسي للشبكة العالمية للإنترنت وهو عبارة عن تجمع هائل للكابلات التي تحمل البيانات المارة عبر القارات والمحيطات والدول في كل العالم.
والمثال على أهمية الكابلات التي تربط القارات ببعضها هو ما حدث موخرا من انقطاع أحد هذه الكابلات في الفترة الأخيرة وذلك في البحرين الأحمر والمتوسط مما أدى بدوره إلى انقطاع الشابكة (الإنترنت) عن العديد من الدول في شمال أفريقيا بالإضافة إلى دول في جنوب شرق آسيا وقد كان لهذا العطل اثره الكبير على الحياة العامة والاجتماعية من انقطاع لهمزة التواصل بين العديد من الافراد بالإضافة إلى حدوث تاثير بالغ على الحياة الاقتصادية وتعاملات المصفق (البورصة) والتي يمثل الإنترنت عاملا هاما في نجاحها.

## نظرة عامة

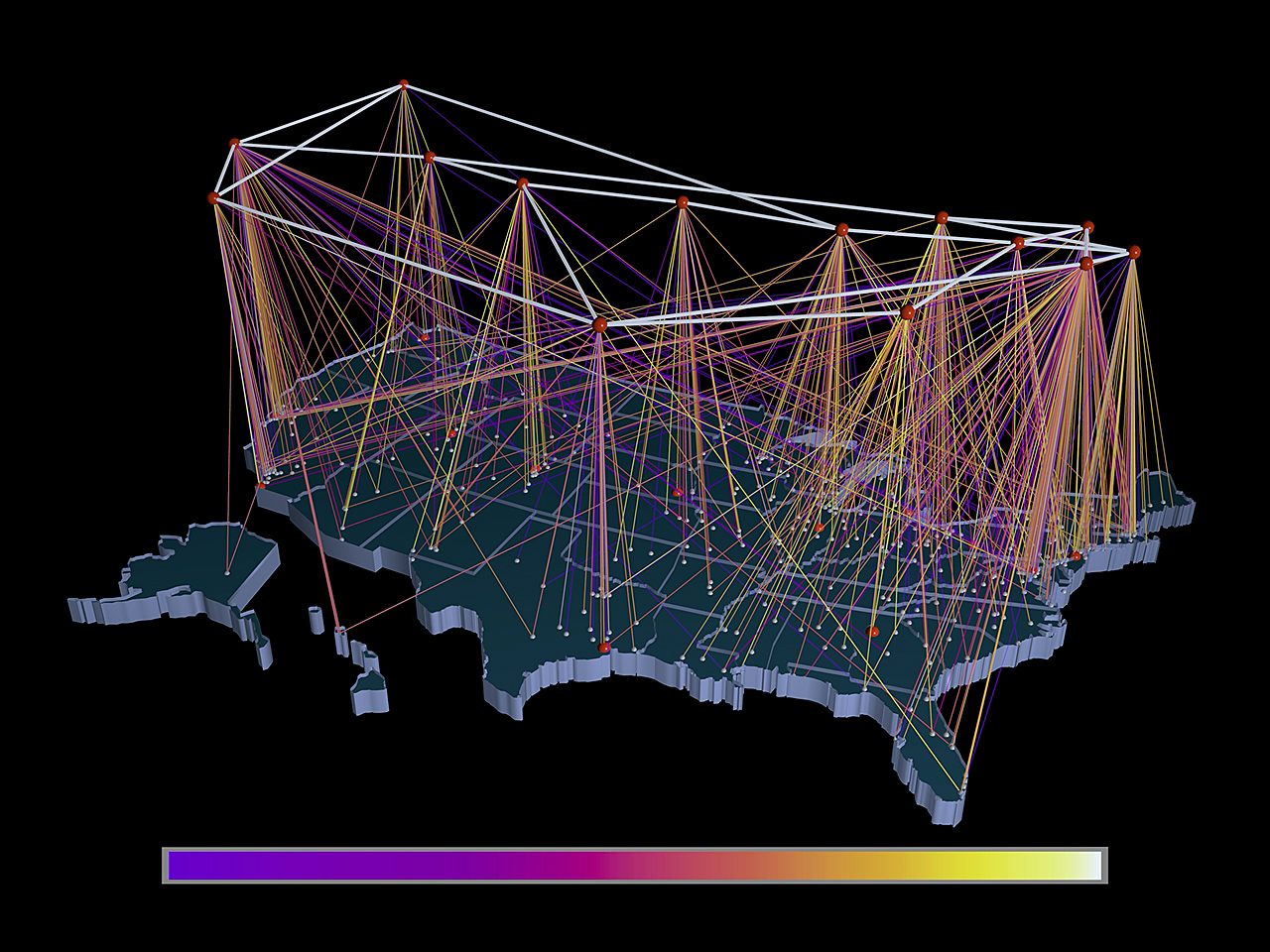
خارطة توضيحية لتقاطع نقاط خدمة مزودي الانترنت عبر ملايين النقاط في عام 1991

يتكون عمود شبكة الإنترنت الفقري من مجموعة مختلفة من الشبكات. وعادة تستخدم العبارة للإشارة إلى شبكات كبيرة متصلة ببعضها البعض، وقد يكون لدى هذه الشبكات مزودي خدمة إنترنت كعملاء لهذه الشبكات. فعلى سبيل المثال: يمكن لمزود خدمة محلي أن يقدم الخدمة للشركات والمنازل مستخدمًا النطاق العريض الذي يشتريه من شركة أخرى تمتلك شبكة إنترنت فقارية. في العادة، وتكون الشبكات الفقارية تجارية، أو تعليمية، أو مملوكة للدولة، مثل الشبكات العسكرية.